# Ogród Botaniczny Uniwersytetu im. Adama Mickiewicza w Poznaniu

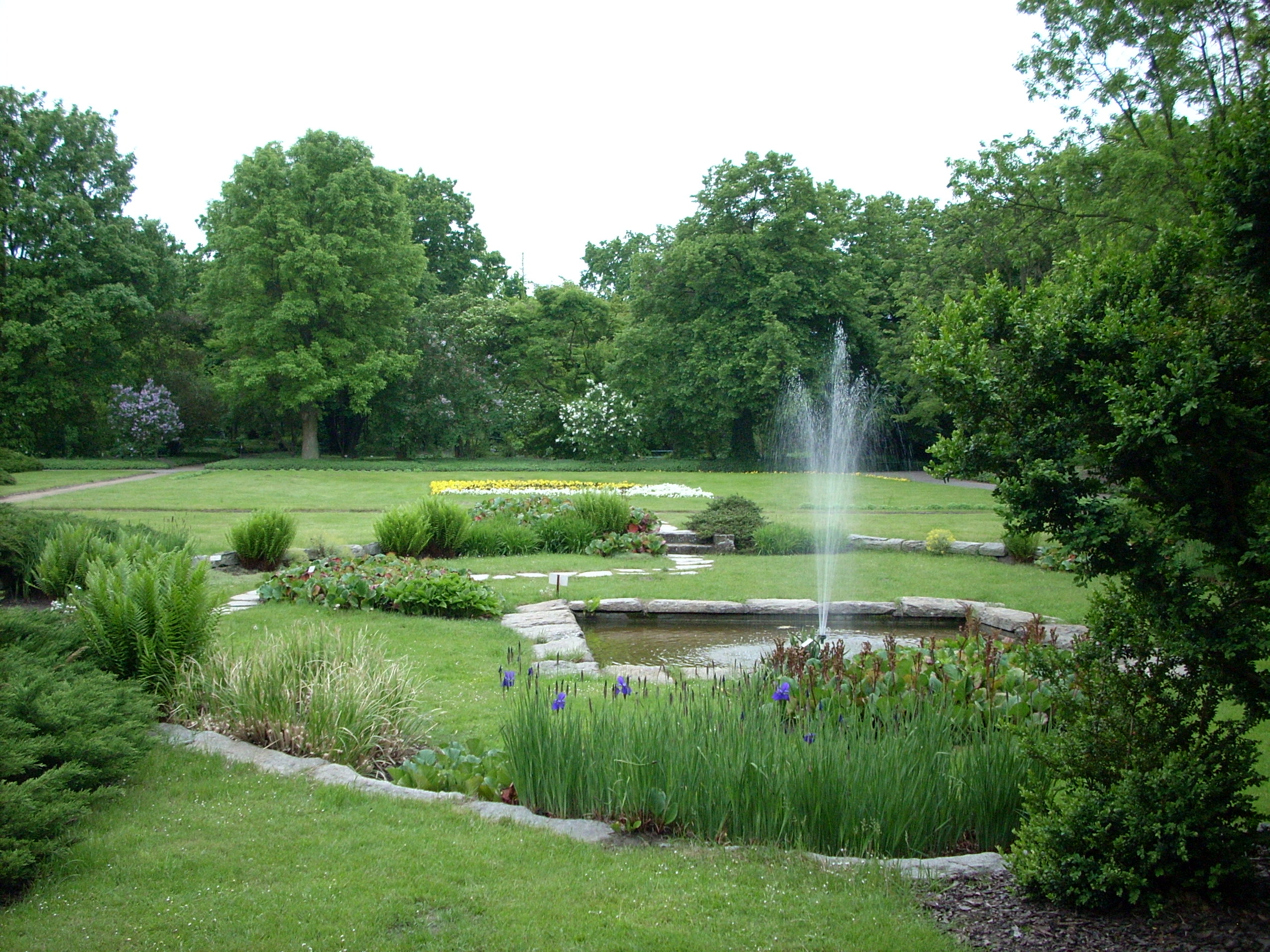
Fragment Ogrodu Botanicznego w maju

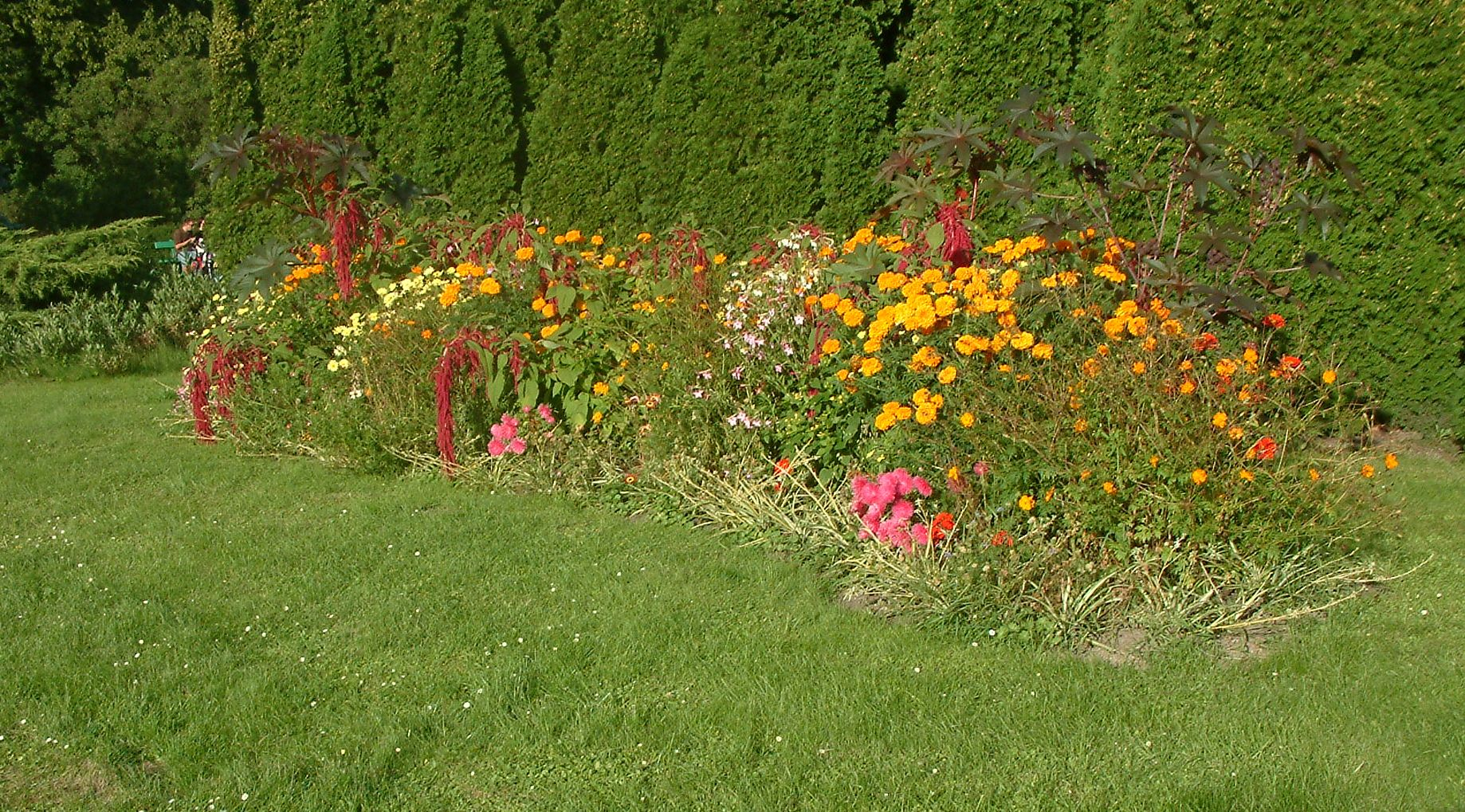
Rabata roślin ozdobnych późnym latem

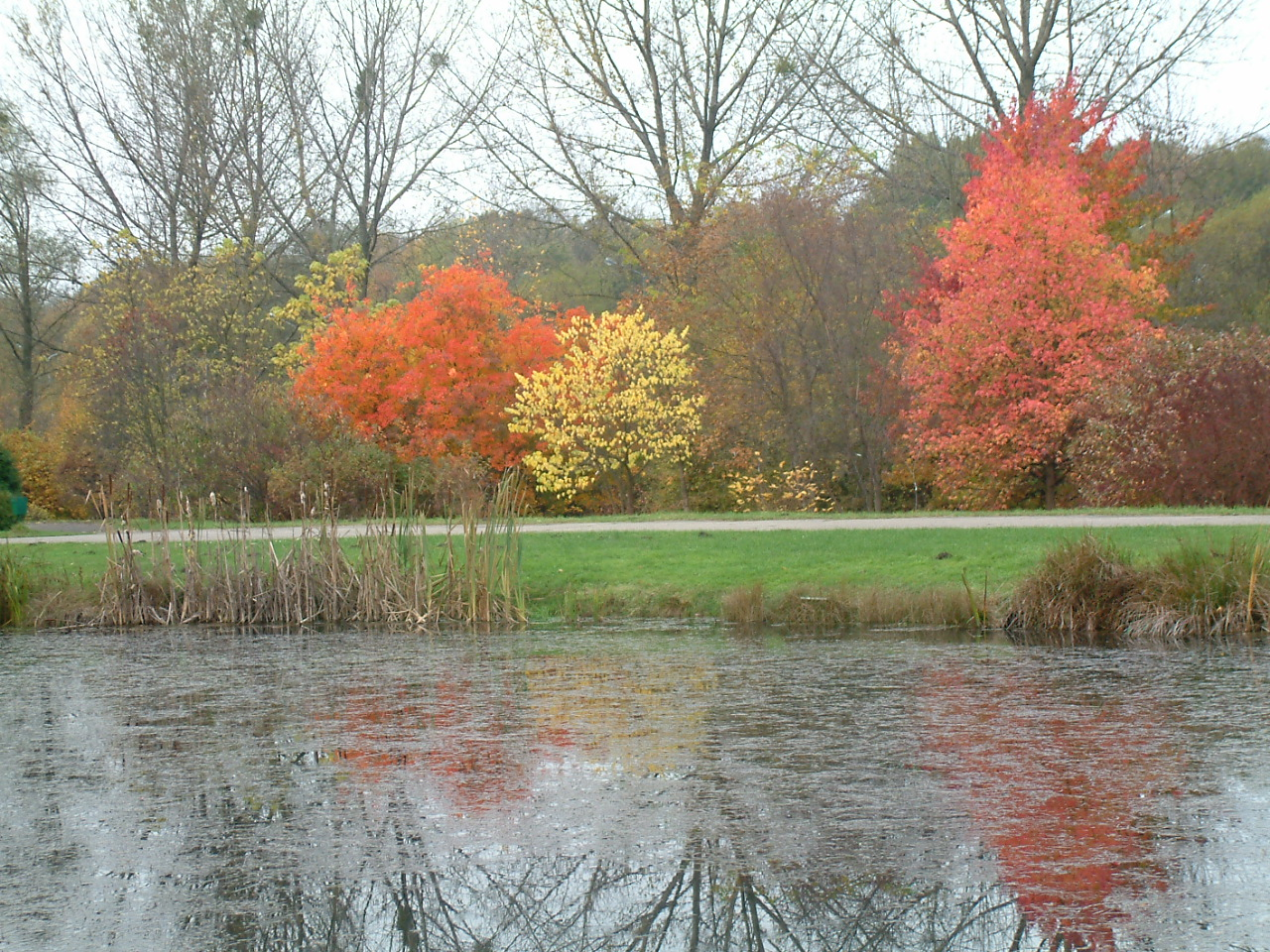
Jesień

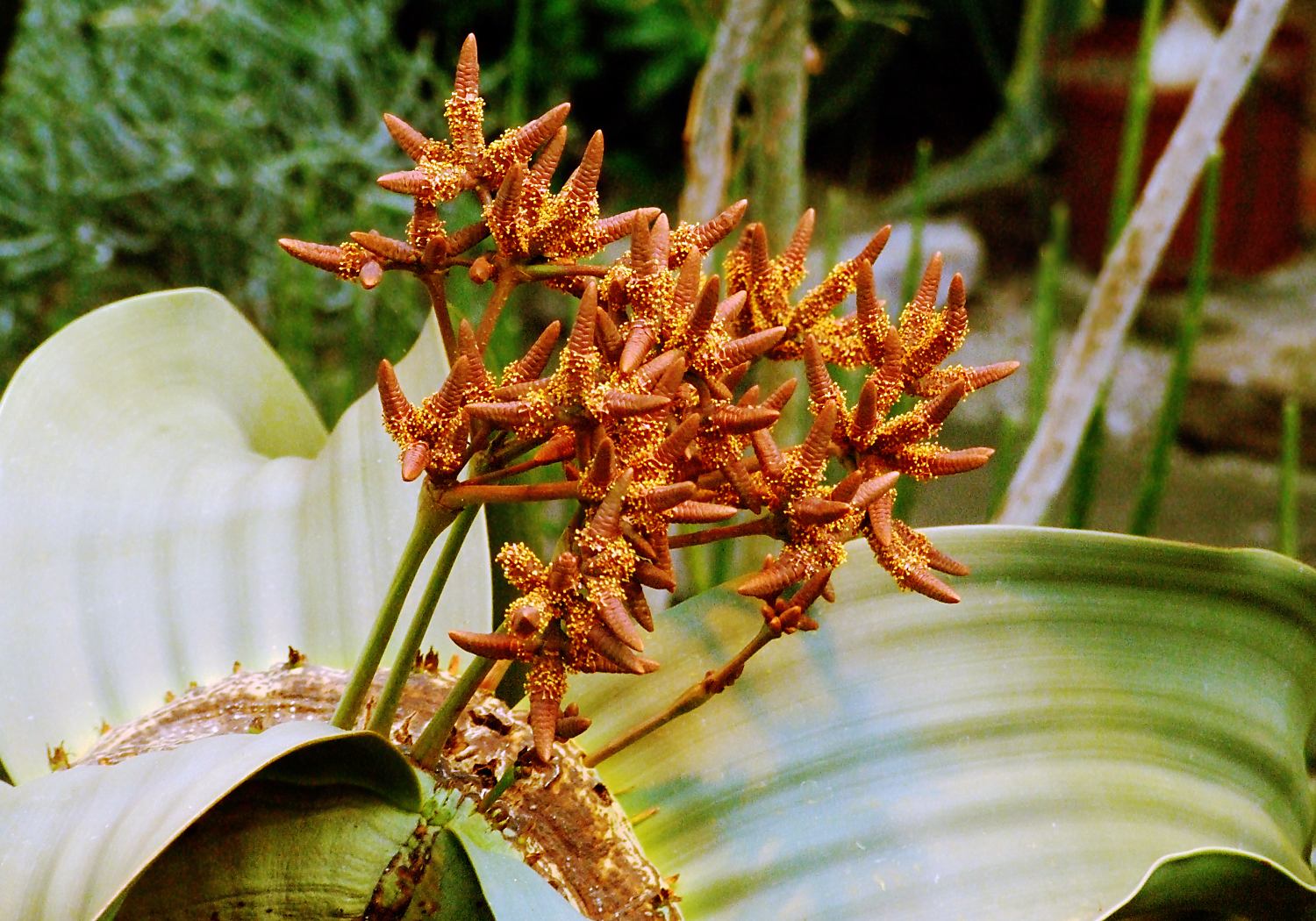
Welwiczja przedziwna

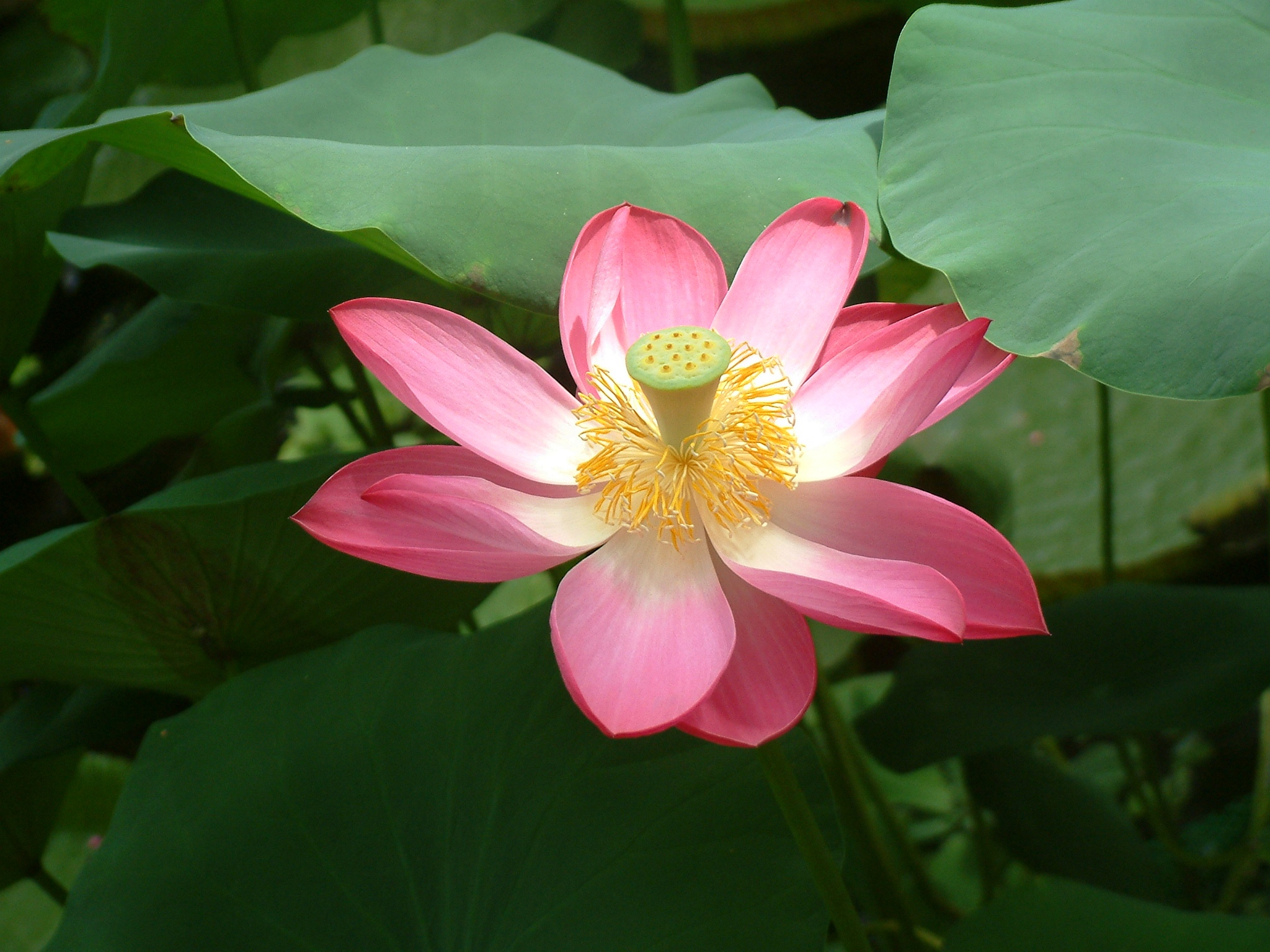
Nelumbo nucifera

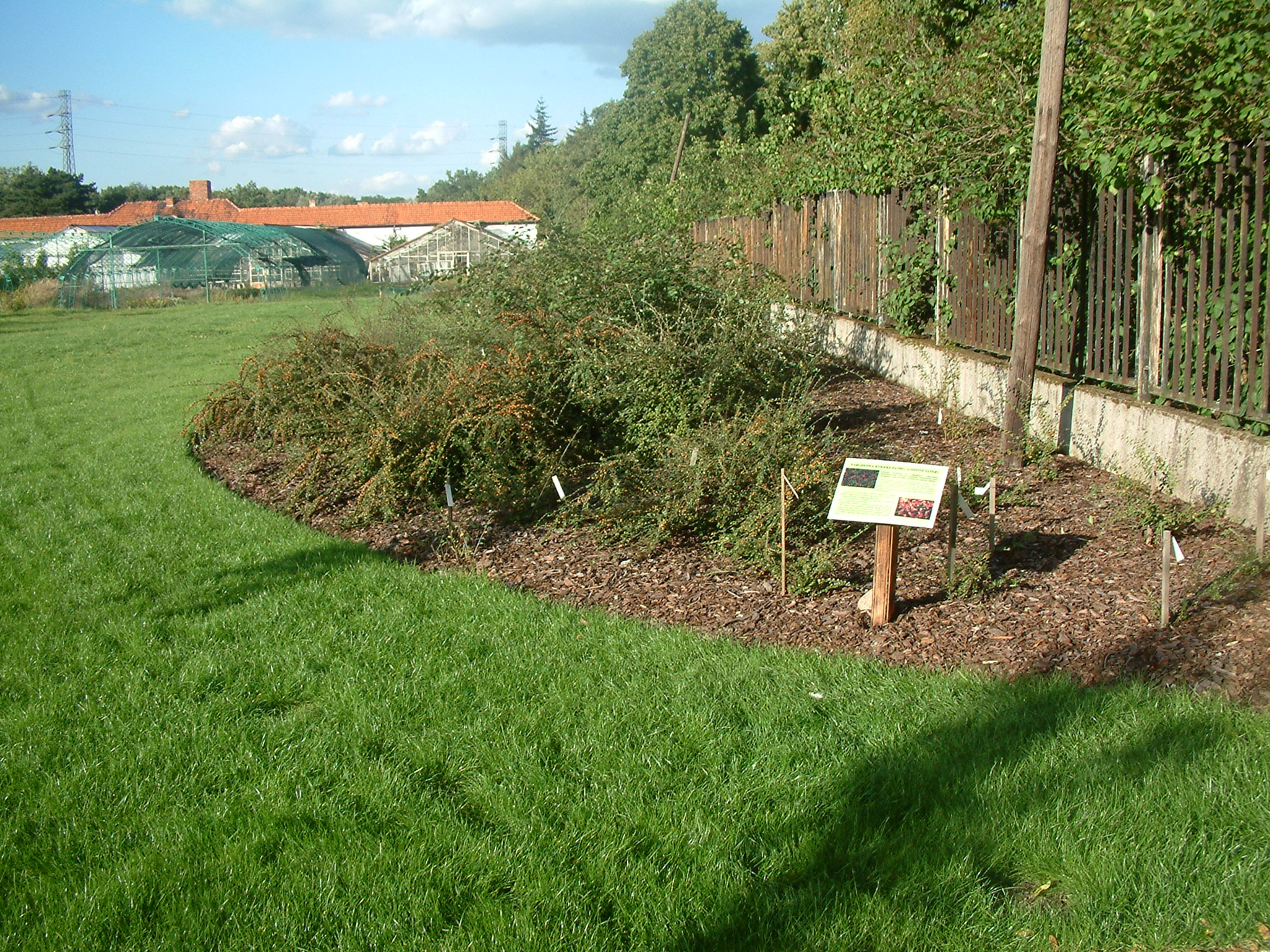
Kolekcja Narodowa rodzaju Cotoneaster

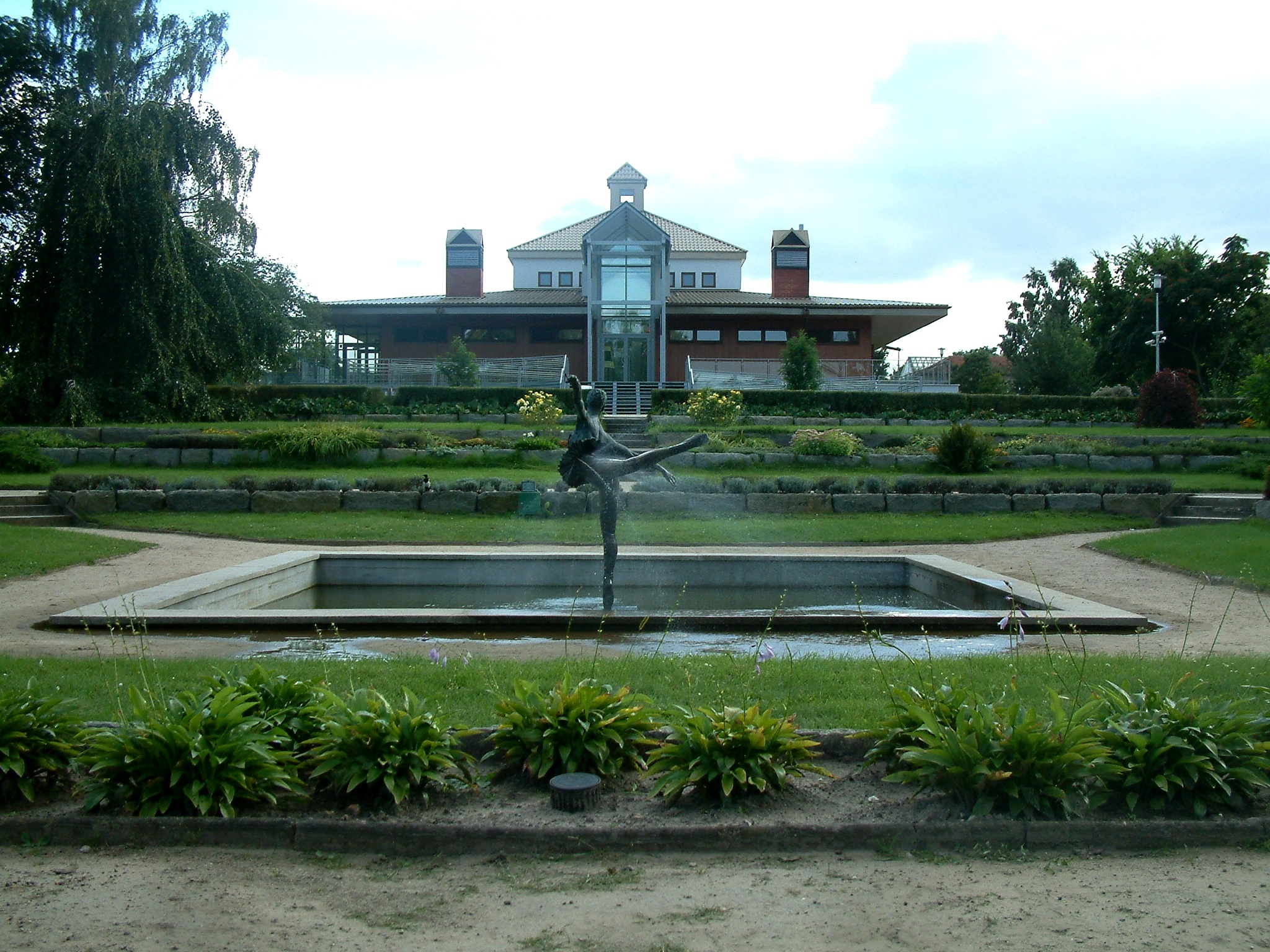
Pawilon Ekspozycyjno-Dydaktyczny

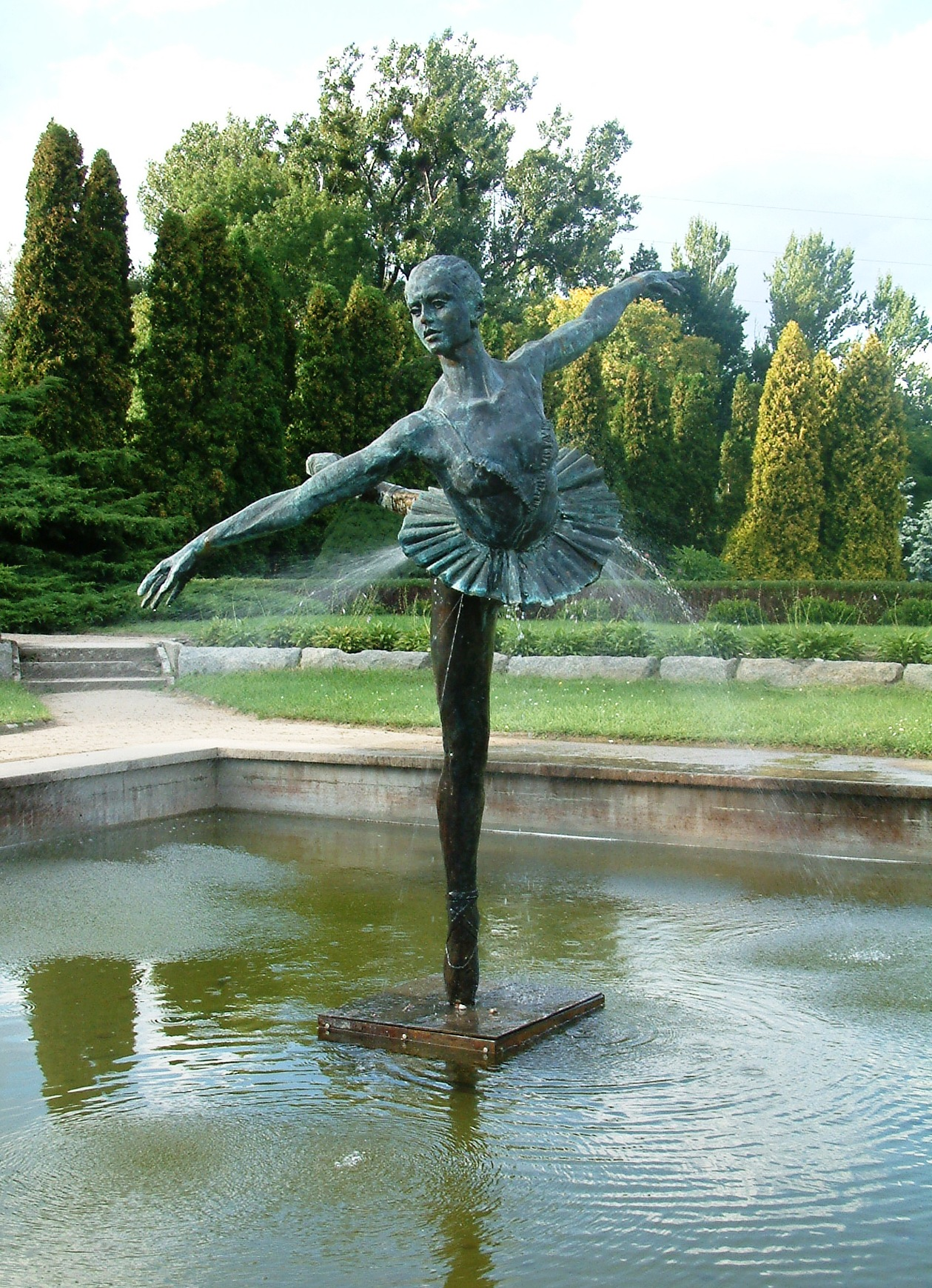
Fontanna tancerki zaprojektowana przez poznańską artystkę Małgorzatę Węcławską

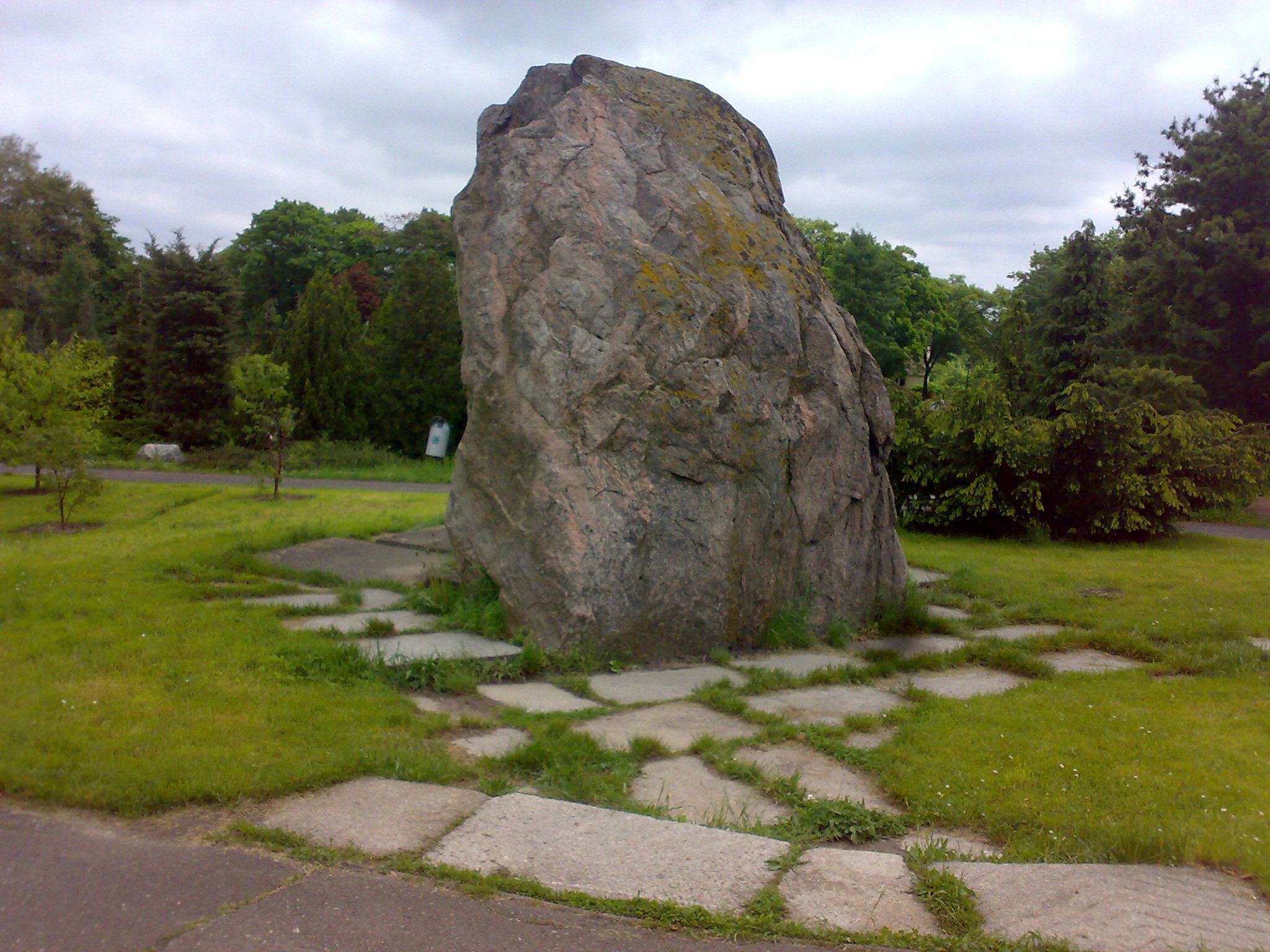
Głaz narzutowy

Ogród Botaniczny Uniwersytetu im. Adama Mickiewicza w Poznaniu – placówka naukowa i edukacyjna Uniwersytetu Adama Mickiewicza w Poznaniu, zlokalizowana w dzielnicy Ogrody, pełniąca jednocześnie funkcję publicznego parku. Pierwotnie ogrodem botanicznym w Poznaniu był dzisiejszy Park Wilsona.

## Lokalizacja
Poznański ogród botaniczny zlokalizowany jest w zachodniej części miasta Poznania w dzielnicy Ogrody, której nazwa wzięła się właśnie od tego obiektu. Główne wejście do ogrodu znajduje się przy ulicy Dąbrowskiego 165.

## Historia
Zalążkiem dzisiejszego ogrodu był Szkolny Ogród Botaniczny, który powstał w latach 1922–1925 z inicjatywy profesora Uniwersytetu Poznańskiego Rudolfa Boettnera. Uroczyste otwarcie Ogrodu nastąpiło w 1925 przez prezydenta Rzeczypospolitej Stanisława Wojciechowskiego. Pierwszym dyrektorem placówki został Boettner, od 1923 ogrodem kierował prof. Adam Wodziczko. Zajmujący ok. 6 ha ogród powstał w wyniku umowy między poznańskim magistratem a Kuratorium Okręgu Szkolnego Poznańskiego, które pozostawały właścicielami ogrodu aż do wybuchu II wojny światowej. Już wówczas pełnił on zarówno funkcję ogrodu publicznego, jak i placówki oświatowej. Odbywały się tam lekcje botaniki i inne zajęcia praktyczne. W najstarszej części znajdują się dzisiejsze działy biologii i systematyki roślin oraz masowej uprawy na potrzeby szkolne.
Uniwersytet brał udział w zarządzaniu i korzystaniu z jego zbiorów od 1928, gdy Ministerstwo Wyznań Religijnych i Oświecenia Publicznego rozpoczęło współfinansowanie placówki. W latach 1930–1936 ogród powiększono o ok. 8 ha. Na tym obszarze znalazł się dział geografii roślin oraz dział roślin dekoracyjnych. Powstała również dzisiejsza główna brama od ul. Dąbrowskiego, projektu Stefana Cybichowskiego oraz dział gospodarczy.
W latach 1939–1945 ogrodem zarządzali niemieccy profesorowie E. Spohr i H. Walter. Zostały wstrzymane prace nad rozbudową, a nawet projektowano jego likwidację. Po wojnie, do 1949, ogrodem opiekowała się Państwowa Szkoła Ogrodnictwa. Ponieważ władze miasta nie brały udziału w utrzymaniu placówki, szkoła zrzekła się ogrodu. W związku z tym 12 grudnia 1949 instytucja została przejęta przez Wydział Matematyczno-Przyrodniczy Uniwersytetu Poznańskiego, otrzymując nową nazwę – Ogród Botaniczny Uniwersytetu Poznańskiego, a od 24 grudnia 1955 – Ogród Botaniczny Uniwersytetu im. Adama Mickiewicza w Poznaniu. Ogród stał się wówczas uniwersyteckim zakładem naukowo-dydaktycznym z własnym budżetem i kadrą naukowo-techniczną.
8 stycznia 1975 ogród został wpisany do rejestru zabytków. Od 1981 jest pozawydziałową jednostką organizacyjną UAM. W latach siedemdziesiątych władze miasta przekazały ogrodowi leżące na północy tereny aż po ul. św. Wawrzyńca oraz obszary przylegające od południowego wschodu. Na nowo przejętej ziemi powstały kolekcje flory Ameryki Północnej i Dalekiego Wschodu oraz drzew i krzewów ozdobnych, roślin rzadkich i ginących, a także nowoczesny dział zmienności roślin, który jest nadal w budowie. Ta część ogrodu została otwarta dla publiczności w 1985. Powstało wówczas również wejście od ul. Botanicznej i parking.
W 1992 Ogród przejął kolejne 5 ha, przyznane mu jeszcze w 1968, leżące między ul. Dąbrowskiego i św. Wawrzyńca. Dla publiczności otwarto je 7 września 2000. Obecnie w ogrodzie odbywają się zajęcia dla studentów wydziałów: biologii oraz nauk geograficznych i geologicznych UAM, a także Uniwersytetu Przyrodniczego i Politechniki.
Dla zwiedzających ogród otwarty jest od maja do października, w dniach wolnych od pracy odwiedza go nawet do kilkunastu tysięcy osób.

## Dyrektorzy lub pełniący rolę dyrektora ogrodu botanicznego w Poznaniu
- 1922-1923 – Rudolf Boettner, długoletni kierownik techniczny
- 1923-1925 – Adam Wodziczko, pierwszy profesor botaniki na Uniwersytecie Poznańskim
- 1928-1939 – Wacław Zembal, dyrektor Państwowej Szkoły Ogrodniczej
- 1939–1945 – Edmund Spohr, pierwszy dyrektor w czasie okupacji, jeden z pierwszych profesorów Uniwersytetu Rzeszy w Poznaniu, członek NSDAP
- 1939–1945 – Heinrich Walter, drugi dyrektor w czasie okupacji, autor fundamentalnego w skali światowej podręcznika o strefach roślinnych, profesor Uniwersytetu Rzeszy
- 1945–1949 – Wacław Zembal, dyrektor Państwowej Szkoły Ogrodniczej
- 1949-1967 – Zygmunt Czubiński, botanik, ekolog, członek PAN
- 1968-2000 – Aleksander Łukasiewicz, dyrektor Ogrodu, rolnik, botanik, znawca problematyki ogrodów botanicznych, restaurator alpinarium
- 2000–2009 – Karol Węglarski, dyrektor Ogrodu, botanik, miłośnik Azji
- 2009-2010 – Ewa Jerzak
- 2011 – Justyna Wiland-Szymańska

## Działy i kolekcje roślinne

### Kolekcje szklarniowe
kilka niewielkich obiektów o łącznej powierzchni 800 m², w których znajdują się kolekcje roślin występujących z obszarze międzyzwrotnikowym. Między 2500 reprezentowanych taksonów przeważają przedstawiciele flory Ameryki Łacińskiej. Wśród rodzin najliczniej reprezentowane są kaktusowate, gruboszowate, bromeliowate, storczykowate, begoniowate i obrazkowate. Równie bogate są kolekcje paproci, obejmująca zarówno gatunki naziemne jak i epifity, oraz sukulentów, zawierająca 1150 gatunków, odmian i form z 228 rodzajów, z 34 rodzin. W kolekcji znajdują się endemity z Wysp Kanaryjskich, Madagaskaru oraz mrozoodporne gatunki kaktusów.
Największą dumą szklarni są welwiczja osobliwa welwiczja przedziwna - jedyny kwitnący ponad 35-letni okaz rośliny w Polsce rodzaju męskiego wyhodowanej z nasiona, wiktoria królewska, lotos orzechodajny i rozłożnia kolczasta. W szklarniach znajdują się też bogate kolekcje storczykowatych i zbiór kaktusów zaliczany do jednych z najbogatszych w Polsce. 
- Sukulenty
- Rośliny strefy międzyzwrotnikowej
- Rośliny strefy podzwrotnikowej

### Dział kolekcji gruntowych
- Dział biologii roślin

- Dział roślin ozdobnych

- Dział ekologiczno-geograficzny – składa się z dwóch części. Pierwsza to fragment lasu dębowo-grabowego, położonego przy północno - zachodniej granicy ogrodu. Druga to kompleks szuwarowo-łąkowy położony przy północno-wschodniej granicy ogrodu.

- Dział geografii roślin – na 10 ha zgromadzono ok. 1700 taksonów drzew i krzewów z całego świata. Najliczniej jednak reprezentowane są Ameryka Północna i Daleki Wschód. W dziale tym poprowadzono szereg ścieżek edukacyjnych[5].

- Dział kolekcji dendrologicznych – zajmuje powierzchnię około 5 ha. Prezentowane są w nim drzewa i krzewy o różnorodnych wartościach dekoracyjnych.

- Dział systematyki roślin – zajmuje powierzchnię około 2 ha. Zgromadzono tu ok. 2000 taksonów roślin drzewiastych i zielnych, zarówno krajowych, jak i obcego pochodzenia, zaprezentowanych w układzie systematycznym Englera. Bogato reprezentowane są kolekcje skalnicowatych, różowatych, bobowatych, jasnotowatych i astrowatych. Zaś dużą wartość dydaktyczną posiadają kwatery ze zbiorami bukowatych i brzozowatych.

- Alpinarium – na 6000  m² zgromadzono ok. 1600 taksonów roślin z różnych pasm górskich stref od umiarkowanej po subarktyczną oraz ze strefy subantarktycznej. Okazy prezentowane są w układzie geograficznym oraz ekologicznym. Najbogatsza jest kolekcja roślin Karpat, a w szczególności Tatr. Zawiera ona ok. 350 taksonów ze stanowisk naturalnych, w tym wiele endemitów. Jest to jedno z najbogatszych alpinariów w Europie.

- Dział roślin wodnych i bagiennych – zgromadzono tu około 120 gatunków roślin wodnych i szuwarowych.

- Dział roślin rzadkich i ginących – na 0,25 ha znajdują się dwie kwatery: północna, z warunkami odpowiadającymi mezofilom rosnących w siedliskach umiarkowanie wilgotnych oraz wilgotnych zawierającymi 87 populacji reprezentujących 75 gatunków. Kwatera południowa stwarza dogodne środowisko do uprawy kserofitów reprezentowanych przez 82 populacje z 55 gatunków. Zbiór ten umożliwia zachowanie w warunkach ex situ, rozmnażanie i reintrodukcję wybranych roślin.

Od 1925 ogród wydaje Index Seminum (od 2008 tylko w wersji elektronicznej), który jest spisem nasion zaproponowanych do wymiany z innymi placówkami. Wymiana prowadzona jest z ok. 400 ogrodami botanicznymi i arboretami z 58 państw ze wszystkich kontynentów.

## Fauna
W 1955 Aleksander Łukasiewicz odkrył w rejonie stawu okazy równonoga - Philoscia muscorum sylvestris. Gromadziły się one pod liśćmi, zwłaszcza lepiężnika białego. W tamtym czasie gatunek ten znany był w Polsce tylko z okolic Szczecina i Gdańska, a występował przede wszystkim na wybrzeżu Łotwy. Wszystko wskazywało na to, że było to izolowane stanowisko, być może zawleczone. Podobne izolowane stanowiska stwierdzono na terenie Berlina i również tam równonóg ten występował w towarzystwie przystawca pospolitego (Ligidium hypnorum) i Tracheoniscus rathkei. W 2014 na lipach znaleziono robotnice rzadkiego gatunku mrówkowatych: Temnothorax corticalis. Występowały tam również osobniki nadrzewnicy czteroplamki, mrówki pniowej, hurtnicy wstydliwej oraz kartonówki zwyczajnej. Stanowisko to jest trzecim na terenie Niziny Wielkopolsko-Kujawskiej i pierwszym, na którym gatunek Temnothorax corticalis został na tym terenie stwierdzony w zieleni miejskiej.

## Pawilon ekspozycyjno-dydaktyczny
30 października 2006 oddano do użytku nowoczesny dwukondygnacyjny Pawilon ekspozycyjno-dydaktyczny, projekt architekta Jerzego Gurawskiego. Na powierzchni prawie 150 m² organizowane są między innymi wystawy fotograficzne, dostępne dla wszystkich przez cały rok. Niższa kondygnacja jest powiązana z naukową i dydaktyczną działalnością ogrodu. Mieszczą się tu wyposażona w nowoczesny sprzęt multimedialny sala wykładowa im. Zygmunta Czubińskiego, na 90 osób oraz specjalistyczna biblioteka z czytelnią. Ponadto w Pawilonie znajduje się terminal Miejskiego Informatora Multimedialnego, księgarnia przyrodnicza oraz kawiarenka.

## Rzeźby
- Dwoje pod parasolem - rzeźba parkowa, usytuowana w pobliżu głównego wejścia do Ogrodu, przedstawiająca parę zakochanych pod parasolem autorstwa Józefa Kopczyńskiego,
- rzeźba baletnicy - fontanna w ogrodzie francuskim w kształcie tancerki zatrzymanej w pozie z Jeziora łabędziego, której suknię tworzy tryskająca woda, zaprojektowana przez artystę plastyka Małgorzatę Węcławską, absolwentkę Akademii Sztuk Pięknych w Poznaniu.

## Głaz narzutowy
Na terenie ogrodu znajduje się wiele eratyków, ale największym z nich (130 ton) jest pochodzący z Jarosławska, a ulokowany w ogrodzie 5 października 1994.
Głaz przybył na teren Pomorza Zachodniego 14 tysięcy lat temu, podczas ostatniego zlodowacenia z terenu Skandynawii. Przygotowania do transportu trwały trzy miesiące, a droga głazu do Poznania – pięć dni.

## Osoby związane z Ogrodem
- Joachim Namysł – inicjator budowy, pedagog, dyrektor ogrodów miejskich
- Adam Wodziczko - profesor, kierownik Ogrodu
- Władysław Marciniec – inicjator budowy, jeden z twórców koncepcji zieleni miejskiej
- Władysław Drzewiecki – kierownik techniczny przybyły z Ogrodu Botanicznego Berlin-Dahlem
- Jerzy Szulczewski – twórca jednego z pierwszych na świecie działów hodowli masowej
- Zygmunt Hellwig – twórca projektu alpinarium, ogrodnik planista z Wydziału Ogrodnictwa magistratu Warszawy
- Edward Straus – realizator alpinarium
- Stefan Cybichowski – architekt, projektant Państwowej Szkoły Ogrodniczej
- Telesfor Łukowski – długoletni kierownik techniczny (1939–1986)
- Anna Bielawska – autorka kompozycji działu systematyki roślin
- Maria Karnkowska – entuzjastka sukulentów, autorka prac na temat kaktusowatych
- Danuta Janaszewska – rolnik, ekolog, morfolog roślin, organizatorka ekspozycji szklarniowej
- Alina Śmigla-Babula – rekonstruktorka działu pozyskiwania i wymiany nasion, przygotowała Index Seminum
- Maria Górska-Zajączkowska – biolog, autorka monografii Ogrodu
- Michał Roszyk-Chudy – wieloletni zastępca dyrektora ds. administracyjnych Ogrodu

## Dostępność
Ogród Botaniczny i Pawilon ekspozycyjno-dydaktyczny są otwarte dla zwiedzających przez wszystkie dni tygodnia, a wstęp jest wolny. Na terenie ogrodu obowiązuje zakaz poruszania się rowerami - parking dla rowerów znajduje się tuż za bramą główną od strony ul. Dąbrowskiego.